# Gadhimai fesztivál
A Gadhimai fesztivál egy hindu fesztivál, amit ötévente egyszer tartanak a  Gadhimai-templomban, amely 160 kilométerre délre van a Nepál fővárostól, Katmandutól. A fesztivált legutóbb 2014 novemberében rendezték meg, legközelebb 2019-ben lesz. Az esemény magába foglalja a világ legnagyobb állatáldozati szertartását, melyet Gadhimai hindu istenség tiszteletére rendeznek.
Körülbelül ötmillió ember vesz részt rajta, főleg Uttar Prades és Bihár indiai szövetségi államokból. Több mint 20 000 bölényt áldoztak fel a 2009-es ünnepség első napján. Előzetes becslések arról szóltak, hogy 400 000 állatot vágnak le, egyes hírforrások szerint végül 320 000 állatot áldoztak fel.
Brigitte Bardot francia színésznő és Maneka Gandhi indiai politikus, Ram Bahadur Bomjon és más állatvédők tiltakozásukat fejezték ki, kérték a nepáli kormányt állítsák meg az állatok mészárlását.